# سكونيات مغناطيسية

السكونيات المغناطيسية» (بالإنجليزية: Magnetostatics)‏ هي دراسة المجالات المغناطيسية الساكنة. إنها النظير المغناطيسي للكهرباء الساكنة، حيث تكون الشحنات ثابتة. لا يجب أن يكون التمغنط ساكنًا؛ يمكن استخدام معادلات الساكنة المغناطيسية للتنبؤ بأحداث التحول المغناطيسي السريع التي تحدث على المقاييس الزمنية للنانو ثانية أو أقل. المغناطيسية الساكنة هي تقريب جيد عندما لا تكون التيارات ثابتة - طالما أن التيارات لا تتناوب بسرعة. تستخدم المغناطيسية الساكنة على نطاق واسع في تطبيقات المغناطيسات الدقيقة مثل نماذج أجهزة التخزين المغناطيسي كما هو الحال في ذاكرة الكمبيوتر. يمكن تحقيق التركيز المغناطيسي الساكنة إما عن طريق مغناطيس دائم أو عن طريق تمرير التيار من خلال لفائف من الأسلاك يتطابق محورها مع محور الشعاع.